# Стриково
Стриково (пол. Strykowo) — село в Польщі, у гміні Стеншев Познанського повіту Великопольського воєводства.
Населення — 1436 осіб (2011).
У 1975-1998 роках село належало до Познанського воєводства.

## Демографія
Демографічна структура станом на 31 березня 2011 року:
|          | Загалом | Допрацездатний вік | Працездатний вік | Постпрацездатний вік |
| -------- | ------- | ------------------ | ---------------- | -------------------- |
| Чоловіки | 686     | 129                | 515              | 42                   |
| Жінки    | 750     | 163                | 454              | 133                  |
| Разом    | 1436    | 292                | 969              | 175                  |